# Laurie Styvers
Laurie Styvers (* 3. August 1951 als Laurette Stivers; † 18. Februar 1998) war eine amerikanische Folk-Pop-Sängerin.

## Leben
Styvers war in den späten 1960er Jahren Backgroundsängerin bei der Londoner Band Justine. Bereits 1970 stieg sie aus der Band aus, um sich auf eine Solo-Karriere zu konzentrieren. Aus dieser Zeit gingen ihre einzigen zwei Alben Spilt Milk (1972) und The Colorado Kid (1973) hervor, die jedoch kommerziell nicht sehr erfolgreich waren. Nach der Veröffentlichung ihres zweiten Albums kehrte Styvers nach Colorado zurück und widmete sich bis Ende der 1970er Jahre weiterhin der Musik. Sie verlagerte ihren Schwerpunkt jedoch auf die Pflege von Tieren. Später kehrte sie in ihre Heimat Texas zurück und gründete zusammen mit ihrem Vater ein Tierheim, den Creature Comforts Boarding Kennel. Sie starb 1998 an Hepatitis.

### Musikalische Laufbahn

#### Justine
Styvers zog Mitte der 1960er Jahre nach London, als ihr Vater, der als Pipeline-Ingenieur in der Ölindustrie tätig war, in Europa stationiert wurde. Sie besuchte bis zu ihrem Abschluss 1969 die American School in London. Im Jahr zuvor hatte Styvers auf eine Suchanzeige für Sängerinnen geantwortet, die von John McBurnie (später von Jackson Heights) und Keith Trowsdale aufgegeben worden war. Die drei (mit den zusätzlichen Sängerinnen Bethlyn Bates und Valerie Cope) gründeten die Psychedelic-Folk-Band Justine und nahmen ein Album und zwei Singles auf, die 1970 mit dem Produzenten Hugh Murphy (ein Mitarbeiter des prägenden Produzenten Shel Talmy) realisiert wurden. Styvers verließ das Land, um das College in Colorado zu besuchen, bevor das Album veröffentlicht wurde, und war daher nicht auf dem Cover abgebildet. Sie kehrte Ende 1970 nach Großbritannien zurück und schloss sich der Gruppe wieder an, die sich jedoch kurz darauf auflöste.

#### Solo
Styvers unterschrieb bei Hush Productions, der Produktionsfirma von Hugh Murphy und Shel Talmy, und veröffentlichte zwischen 1971 und 1973 zwei Soloalben und eine Single. Diese wurden von Murphy produziert, der auch Co-Autor bei einer Handvoll Songs war und zeitweise mit Styvers liiert war. Ihr Debüt war Spilt Milk, aufgenommen im Frühjahr 1971 mit Arrangements von Tom Parker. Es wurde in den USA von Warner Brothers im November 1971 veröffentlicht, erhielt positive Kritiken und etwas Airplay in der College-Radio-Szene, war aber kommerziell nicht erfolgreich. Styvers promotete ihr Album mit einem Auftritt im Troubadour in Los Angeles, kehrte dann aber zu ihrem Studium an der University of Colorado zurück, wo sie einer lokalen Gruppe, der Little Brown's Electric Band, beitrat. Spilt Milk wurde im Mai 1972 im Vereinigten Königreich auf dem Chrysalis-Label veröffentlicht, und die gleichzeitig erschienene Single „Beat The Reaper“ wurde viel gespielt, unter anderem als BBC Radio 1 Single of the Week. In Folge wurde Styvers nach London zurückgerufen, um das Album zu promoten und mit der Arbeit am zweiten Longplayer The Colorado Kid zu beginnen, die im Frühsommer mit David Whitaker als Arrangeur und dem Ex-Arrival-Trio Dyan Birch, Frank Collins und Paddy McHugh als Backgroundsänger aufgenommen wurde. The Colorado Kid erschien im Frühjahr des folgenden Jahres und erhielt erneut gute Kritiken, obwohl es in den USA nicht veröffentlicht wurde.
Am 17. Februar 2023 veröffentlichte High Moon Records Gemini Girl: The Complete Hush Recordings, eine Zusammenstellung von Material aus Styvers' Hush-Studio-Sessions. Die Veröffentlichung enthält die gesamten LPs Spilt Milk und The Colorado Kid sowie alternative Versionen, Outtakes, Demos und ein 48-seitiges, mit Fotos und Erinnerungsstücken illustriertes Booklet. Im Jahr 2024 veröffentlichte High Moon zusätzliche Tracks auf der LP Let Me Comfort You: The Hush Rarities.

## Diskografie

### Alben
- 1972: Spilt Milk Chrysalis Records; die US-Variante erschien bei Warner Bros. in einem anderen Cover-Design
- 1973: The Colorado Kid (Chrysalis Records)
- 2023: Gemini Girl: The Complete Hush Recordings (High Moon Records)
- 2024: Let Me Comfort You: The Hush Rarities (High Moon Records)

### Singles
- 1972: Beat The Reaper[6]